# Лига куп Енглеске у фудбалу 2012/13.
Лига куп Енглеске 2012/13. или Capital One Cup како је назван по спонзору је фудбалско такмичење које се у овој сезони одржава по 53. пут. У такмичењу учествују 92 фудбалска клуба из Енглеске и Велса. Титулу је ове сезоне бранила екипа Ливерпула, али је избачена већ у осмини финала.

## Прво коло
Извлачење парова првог кола одржано је 14. јуна 2012, а утакмице су игране 13-15. августа 2012.
| Домаћин          | Рез.       | Гост              |
| ---------------- | ---------- | ----------------- |
| Рочдејл          | 3 - 4 пр.  | Барнсли           |
| Нотс Каунти      | 0 - 1 пр.  | Бредфорд сити     |
| Хал сити         | 1 - 1 пен. | Ротерам јунајтед  |
| Карлајл јунајтед | 1 - 0      | Акрингтон Стенли  |
| Донкастер роверс | 1 - 1 пен. | Јорк сити         |
| Кру Александриа  | 5 - 0      | Хартпул јунајтед  |
| Бури             | 1 - 2      | Мидлсбро          |
| Шефилд јунајтед  | 2 - 2 пен. | Бартон албион     |
| Лидс јунајтед    | 4 - 0      | Шрузбери таун     |
| Блекпул          | 1 - 2      | Моркамб           |
| Флитвуд таун     | 0 - 1      | Нотингем форест   |
| Престон Норт енд | 2 - 0      | Хадерсфилд таун   |
| Олдам атлетик    | 2 - 4      | Шефилд венсдеј    |
| Дарби каунти     | 5 - 5 пен. | Скантроп јунајтед |
| Порт Вејл        | 1 - 3      | Барнли            |
| Честерфилд       | 1 - 2 пр.  | Трамнер роверс    |
| Челтенхам таун   | 1 - 1 пен. | Милтон Кинс Донс  |
| Ипсвич таун      | 3 - 1      | Бристол роверси   |

| Домаћин                  | Рез.       | Гост                    |
| ------------------------ | ---------- | ----------------------- |
| Стивенејнџ               | 3 - 1      | Вимблдон                |
| Икситер сити             | 1 - 2      | Кристал палас           |
| Јеовил таун              | 3 - 0      | Колчестер јунајтед      |
| Бирмингем сити           | 5 - 1      | Барнет                  |
| Бристол сити             | 1 - 2      | Џилингем                |
| Нортемптон таун          | 2 - 1      | Кардиф сити             |
| Плимут                   | 3 - 0      | Портсмут                |
| Вулверхемптон вондерерси | 1 - 1 пен. | Алдершот таун           |
| Волсол                   | 1 - 0      | Бретнтфорд              |
| Милвол                   | 1 - 1 пен. | Краули таун             |
| Торки јунајтед           | 0 - 4      | Лестер сити             |
| Дагенхам & Редбриџ       | 0 - 1      | Ковентри Сити           |
| Питерборо јунајтед       | 4 - 0      | Саутенд јунајтед        |
| Свиндон таун             | 3 - 0      | Брајтон енд Хоув Албион |
| Вотфорд                  | 1 - 0 пр.  | Викомб вондерерси       |
| Чарлтон атлетик          | 1 - 1 пен. | Лејтон Оријен           |
| Оксфорд јунајтед         | 0 - 0 пен. | Борнмут                 |

## Друго коло
Извлачење парова другог кола одржано је 15. августа 2012. након што су комплетиране утакмице првог кола. У другом колу су наступали победници мечева првог кола и сви чланови Премијер лиге осим оних који наступају у Европи, Лиги шампиона и Лиги Европе. А такође су наступили и 18-опласирани и 19-опласирани клуб из претходне сезоне Премијер лиге.
Утакмице су игране 28-30 августа 2012.
| Домаћин             | Рез.       | Гост                     |
| ------------------- | ---------- | ------------------------ |
| Престон Норт енд    | 4 - 1      | Кристал палас            |
| Вотфорд             | 1 - 2      | Бредфорд сити            |
| Свонзи сити         | 3 - 1      | Барнсли                  |
| Јеовил таун         | 2 - 4      | Вест Бромвич албион      |
| Квентри сити        | 3 - 2 пр.  | Бирмингем сити           |
| Вест Хем            | 2 - 0      | Кру Александра           |
| Донкастер роверс    | 3 - 2      | Хал сити                 |
| Карлајл јунајтед    | 2 - 1 пр.  | Ипсвич таун              |
| Рединг              | 3 - 2      | Питерборо јунајтед       |
| Шефилд венсдеј      | 1 - 0      | Фулам                    |
| Лестер сити         | 2 - 4      | Бартон албион            |
| Барнли              | 1 - 1 пен. | Плимут                   |
| Квинс парк ренџерси | 3 - 0      | Волсол                   |
| Стивенејнџ          | 1 - 4      | Саутхемптон              |
| Нотингем форест     | 1 - 4      | Виган атлетик            |
| Стоук сити          | 3 - 4 пр.  | Свиндон таун             |
| Астон Вила          | 3 - 0      | Трамнер роверс           |
| Краули таун         | 2 - 1      | Болтон вондерерси        |
| Џилингем            | 0 - 2      | Мидлсбро                 |
| Нортемптон таун     | 1 - 3      | Вулверхемптон вондерерси |
| Евертон             | 5 - 0      | Лејтон Оријен            |
| Милтон Кинс Донс    | 2 - 1      | Блекбурн роверси         |
| Лидс јунајтед       | 3 - 0      | Оксфорд јунајтед         |
| Сандерланд          | 2 - 0      | Моркамб                  |
| Норич сити          | 2 - 1      | Скантроп јунајтед        |

## Треће коло
Жреб за треће коло је одржан 30. августа 2012, одмах након после последње утакмице друог кола. Треће коло сачињавају победници утакмица другог кола и седам клубова Премијер лиге који се такмиче у Европским такмичењима.
Утакмице су игране 25-26. септембра 2012.
| Домаћин             | Рез.      | Гост                     |
| ------------------- | --------- | ------------------------ |
| Карлајл јунајтед    | 0 - 3     | Тотенхем хотспер         |
| Свиндон таун        | 3 - 1     | Барнли                   |
| Вест Хем            | 1 - 4     | Виган атлетик            |
| Лидс јунајтед       | 2 - 1     | Евертон                  |
| Престон Норт енд    | 1 - 3     | Мидлсбро                 |
| Арсенал             | 6 - 1     | Квентри сити             |
| Саутхемптон         | 2 - 0     | Шефилд венсдеј           |
| Челси               | 6 - 0     | Вулверхемптон вондерерси |
| Краули таун         | 2 - 3     | Свонзи сити              |
| Квинс парк ренџерси | 2 - 3     | Рединг                   |
| Норич сити          | 1 - 0     | Донкастер роверс         |
| Бредфорд сити       | 3 - 2 пр. | Бартон албион            |
| Манчестер јунајтед  | 2 - 1     | Њукасл јунајтед          |
| Манчестер сити      | 2 - 4 пр. | Астон Вила               |
| Милтон Кинс Донс    | 0 - 2     | Сандерланд               |
| Вест Бромвич албион | 1 - 2     | Ливерпул                 |

## Осмина финала
Жреб за осмину финала је одржан 26. септембра 2012, одмах након после последње утакмице трећег кола. Сви победници трећег кола учествују у осмини финала
Утакмице су игране 30. и 31. октобра 2012.
| Домаћин       | Рез.       | Гост               |
| ------------- | ---------- | ------------------ |
| Сандерланд    | 0 - 1      | Мидлсбро           |
| Свиндон таун  | 2 - 3      | Астон Вила         |
| Виган атлетик | 0 - 0 пен. | Бредфорд сити      |
| Лидс јунајтед | 3 - 0      | Саутхемптон        |
| Норич сити    | 2 - 1      | Тотенхем хотспер   |
| Ливерпул      | 1 - 3      | Свонзи сити        |
| Челси         | 5 - 4 пр.  | Манчестер јунајтед |
| Рединг        | 5 - 7 пр.  | Арсенал            |

## Четвртфинале
Жреб за осмину финала је одржан 31. октобра 2012, одмах након после последње утакмице осмине финала. Утакмице су игране 11. и 12. децембра 2012, а због учешћа на Светском клупском првенству Челси је своју утакмицу играо 19. децембра.
| Домаћин       | Рез.       | Гост       |
| ------------- | ---------- | ---------- |
| Норвич сити   | 1 - 4      | Астон Вила |
| Бредфорд сити | 1 - 1 пен. | Арсенал    |
| Свонзи сити   | 1 - 0      | Мидлсбро   |
| Лидс јунајтед | 1 - 5      | Челси      |

## Полуфинале
У полуфиналу се играју по две утакмице. Жреб је одржан 19. децембра 2012, одмах након после последње утакмице четвртфинала. Прве утакмице су одигране 8/9. јануара, а реванши 22/23. јануара 2013.
| Домаћин       | Ук. рез. | Гост        | 1. ут. | 2. ут |
| ------------- | -------- | ----------- | ------ | ----- |
| Бредфорд сити | 4-3      | Астон Вила  | 3-1    | 1-2   |
| Челси         | 0-2      | Свонзи сити | 0-2    | 0-0   |

## Финале
| Бредфорд сити | 0 – 5 | Свонзи сити                                           |
| ------------- | ----- | ----------------------------------------------------- |
|               |       | Дајер 16, 48’ · Мичу 40’ · Де Гузман 59’ (пен), 90+1' |

| Освајач Енглеског Лига купа 2012/13. |
| ------------------------------------ |
| ФК Свонзи сити 1. трофеј             |